# Dolo, Veneto
Dolo är en ort och kommun i storstadsregionen Venedig, innan 2015 provinsen Venedig, i regionen Veneto i Italien. Kommunen hade 15 104 invånare (2018).